# Eric the Half-a-Bee
Eric the Half-a-Bee è una canzone dei Monty Python scritta da Eric Idle e cantata da John Cleese. Appare per la prima volta nell'album Monty Python's Previous Record, ma appare anche in Monty Python Sings e The Final Rip Off. La canzone segue lo sketch Licenza per pesci in cui Mr. Eric Praline, interpretato da John Cleese, cerca di ottenere una licenza per il suo sgombro e per altri suoi animali, tutti chiamati Eric. Uno di questi animali è un'"ape a metà". La canzone narra una storia tragica e commovente, derivante da un incidente in un pomeriggio d'estate.
Il testo della canzone solleva questioni filosofiche circa sull'esistenza di un'"ape a metà"; il testo inglese gioca anche sulla assonanza tra bee ("ape") e il verbo be ("essere"). Il pezzo contiene anche un riferimento all'illustre filosofo inglese Cyril Connoly.
La canzone non venne cantata nello sketch trasmesso al Monty Python's Flying Circus.